# Allium howellii
Allium howellii — вид трав'янистих рослин родини амарилісові (Amaryllidaceae), ендемік західної Каліфорнії, США.

## Опис
Цибулини зазвичай поодинокі, від яйцюватих до кулястих, 0.9–1.7 × 0.8–2 см; зовнішні оболонки темно-червонувато-коричневі, перетинчасті; внутрішні оболонки від світло-коричневих до білих. Листки стійкі, в'януть від кінчика в період цвітіння, 1; листові пластини циліндричні, 20–55 см × 1–4 мм. Стеблина стійка, поодинока, прямостійна, циліндрична, 15–60 см × 1–3.5 мм. Зонтик стійкий, прямостійний, компактний, 15–100-квітковий, півсферичний, цибулинки невідомі. Квіти від зірчастих до ± до дзвінчастих, 5–8 мм; листочки оцвітини від розлогих до ± прямостійних, від білих до рожевих або блідо лавандових з темнішими серединними жилками, від яйцюватих до довгастих, ± рівні, краї цілі, верхівки тупі. Пиляки жовті або пурпурові; пилок жовтий. Насіннєвий покрив тьмяний або блискучий.

## Поширення
Ендемік західної Каліфорнії, США.